# Oesterreichisch-ungarische Bank

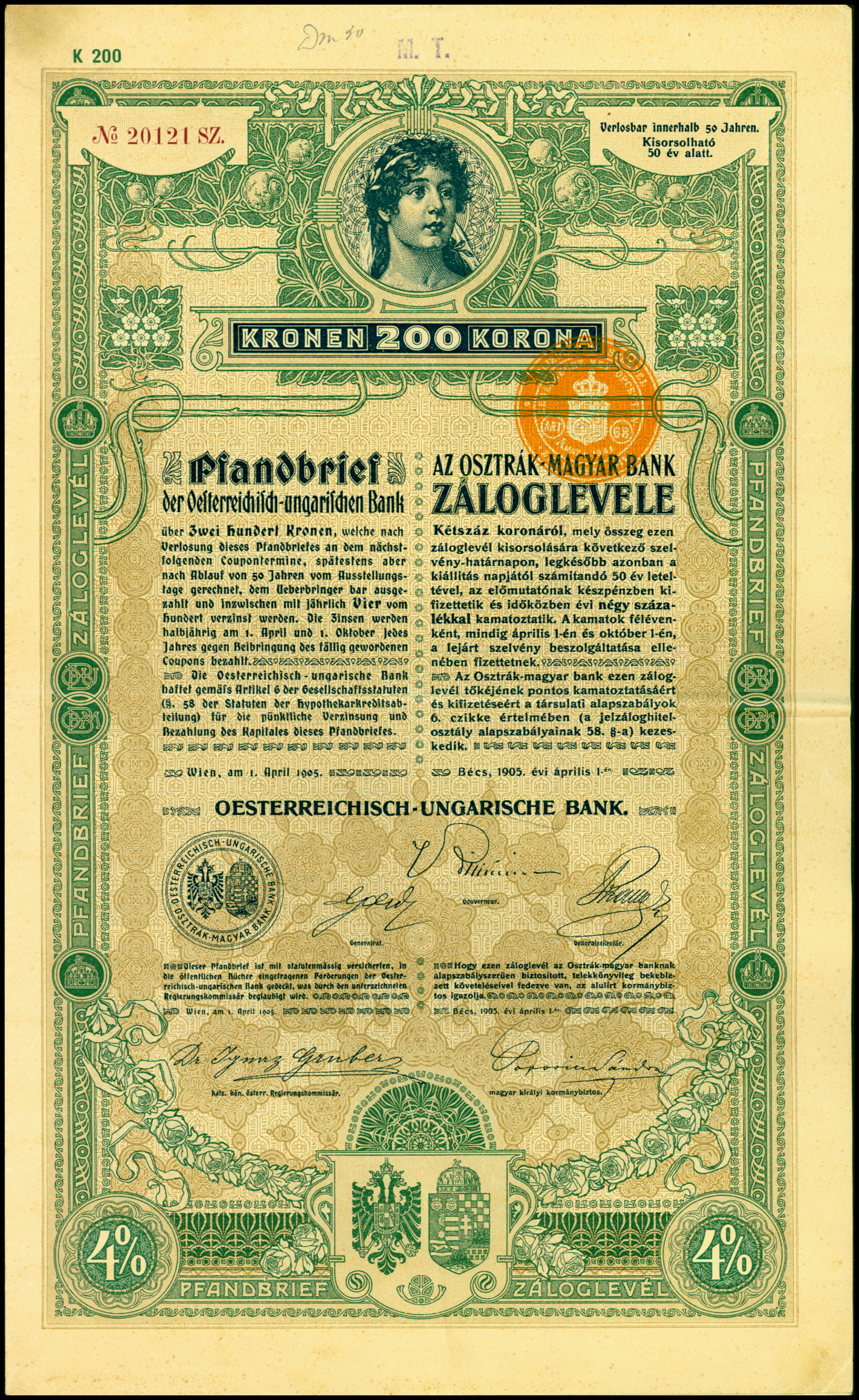
Pfandbrief über 200 Kronen der Oesterreichisch-ungarischen Bank vom 1. April 1905

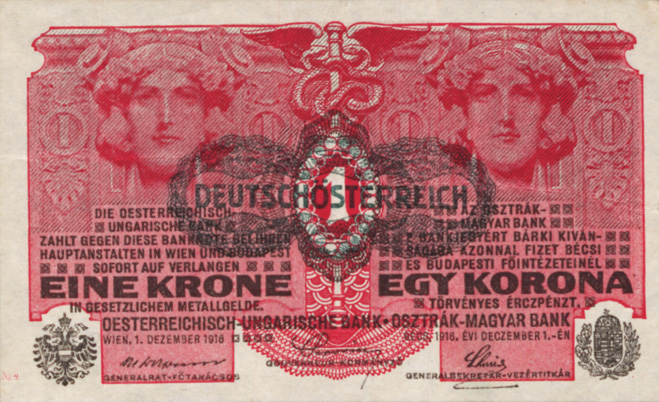
1916 von der Oesterreichisch-ungarischen Bank herausgegebener Geldschein (1 Krone)

Die Oesterreichisch-ungarische Bank war eine Zentralbank, an der das kaiserliche Österreich (bzw. Cisleithanien oder Altösterreich) und das königliche Ungarn (Transleithanien) beteiligt waren. Sie bestand von 1878 bis 1922 und diente als Notenbank für die einheitliche Währung beider Reichshälften von Österreich-Ungarn, vorerst die Guldenwährung, später die Kronenwährung. Die Bank hatte ihre Hauptanstalten und Direktionen im heute als Palais Ferstel bezeichneten, ehemaligen Bank- und Börsegebäude im Zentrum Wiens und am Szabadság tér Nr. 8–9 in Budapest; als offizieller Hauptsitz der Bank wurde Wien angeführt.
Die Oesterreichisch-ungarische Bank ging auf der Grundlage des Österreichisch-ungarischen Ausgleichs von 1867 aus der Österreichischen Nationalbank hervor. Zur Geschichte der Bank siehe hier. Die Oesterreichisch-ungarische Bank war der direkte und indirekte Vorläufer der Nachfolgeinstitute:
- Oesterreichische Nationalbank
- Magyar Nemzeti Bank
- Česká národní banka
- Národná Banka Slovenska